# Ichtyóza

Ichtyóza na dvanáctiletém pacientovi.

Ichtyóza (latinsky ichtyosis vulgaris, ichtys = řecky ryba, kůže získává vzhled rybích šupin) je genetické onemocnění s poruchou rohovění kůže. Ichtyóza se projevuje již v dětství. Je způsobená prolongovanou retencí stratum corneum (keratinocyty, které se běžně z kůže odlupují, tak zůstávají déle na povrchu kůže).
Při onemocnění dochází k vysušení kůže, na kůži se dělají oteklé mapy a šupinky. Všechny tyto příznaky ji činí velmi citlivou. Lidé s touto nemocí nesmějí na slunce, nejlépe jim dělá voda, která pokožku zchlazuje. Ostatní typy tohoto onemocnění jsou vzácné.
Na tuto nemoc neexistují žádné léky, používají se tak krémy s hydrofilním základem, preparáty s glycerolem či ureou. Doporučují se i škrobové koupele. Při léčbě se musí zabránit vysušení pokožky. Onemocnění může po důkladné léčbě zmizet po pubertě nebo již v pubertě.